# فورنی (تگزاس)
فورنی، تگزاس(به انگلیسی: Forney, Texas) شهری در ایالت تگزاس از ایالات جنوبی ایالات متحده آمریکا است. در سرشماری سال ۲۰۰۰، جمعیت این شهر ۵۵۸۸ نفر اعلام شد.